# Катабан

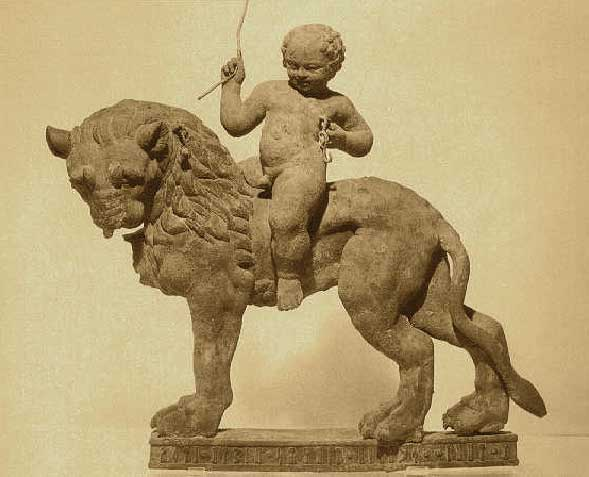
Катабан. Мальчик на льве

Катаба́н (араб. مملكة قتبان‎) — государство в Южной Аравии, существовавшее в I тыс. до н. э. — II в. н. э. Столицей Катабана была Тимна. Располагалось к западу от Хадрамаута и к востоку от Сабейского царства.
В V—II вв. до н. э. Катабан становится сильнейшим государством юга Аравии, а его правитель берёт титул мукарриб — показатель южноаравийской гегемонии. Незадолго до конца IV или в начале III веке до н. э. Катабану во времена правления царя Яда'иба Йигала I, вероятно, в союзе с соседними государствами Маин и Хадрамаут удалось избавиться от сабейской гегемонии.
В I в. до н. э. в Катабане была предпринята одна из первых в мире попыток создания представительной демократии в форме своеобразной «конституционной монархии». В I в. н. э. Катабан был захвачен Химьяром.
Во II в. н. э., после распада 1-й Химьяритской империи, Катабану на несколько десятков лет удалось восстановить свою независимость, однако в конце II в. он был завоёван Хадрамаутом, а затем перешёл под контроль Сабы. В конце того же века территория Катабана перешла под контроль Химьяра.

## Правители Катабана
- VI—V вв. до н. э. — малик Йадааб Зубйан Йухаргиб, сын Шахра
- сер. — 2-я пол. II в. до н. э. — малик Шахр Гайлан, сын Абишибама
- кон. II в. до н. э. — мукарриб Йадааб Зубйан Йуханим I, сын Шахра
- Шахр Хилал Йуханим, сын Йадааба
- кон. I в. до н. э. — нач. I в. — малик Йадааб Зубйан Йуханим II
- I в. до н. э. — I в. — Шахр Хилал, сын Заракариба
- ок. 50 г. — малик Шахр Йагул Йахархиб III
- ок. 150 г. — малик Набат Йуханим, сын Шахра Хилала